# Megalobulimus
Megalobulimus ssp. é um gênero de gastrópodes da familia Strophocheilidae. Conhecidos popularmente como caracóis gigantes ou aruás do mato, são gastrópodes estilomatóforos que representam os maiores gastrópodes da fauna Neotropical, com o comprimento da concha variando entre 50 e 160 mm.
Os Megalobulimus ssp. são seres estrategistas que possuem hábitos noturnos e detritívoros enterrando se no solo ou na serrapilheira durante o dia ou na época de estivação.
Este gênero contém as seguintes espécies:
- Megalobulimus abbreviatus (Bequaert, 1948)
- Megalobulimus albescens (Bequaert, 1948)
- Megalobulimus albus (Bland & Binney, 1872)
- Megalobulimus amandus Simone, 2012[1]
- Megalobulimus arapotiensis Lange-de-Morretes, 1952
- Megalobulimus auritus (Sowerby, 1838)
- Megalobulimus bertae Lange-de-Morretes, 1952
- Megalobulimus bronni (Pfeiffer, 1847)
- Megalobulimus capillaceus (Pfeiffer, 1855)
- Megalobulimus cardosoi (Lange-de-Morretes, 1952)
- Megalobulimus carrikeri (Pilsbry, 1930)
- Megalobulimus castelnaudi (Hupé, 1857)
- Megalobulimus chionostoma (Mörch, 1852)
- Megalobulimus conicus (Bequaert, 1948)
- Megalobulimus crassus (Albers, 1850)
- Megalobulimus dryades Fontenelle, Simone & Cavallari, 2021
- Megalobulimus elongatus (Bequaert, 1948)
- Megalobulimus elsae Falconeri, 1994
- Megalobulimus felipponei Ihering, 1928
- Megalobulimus florezi Borda & Ramírez, 2013
- Megalobulimus foreli (Bequaert, 1948)
- Megalobulimus formicacorsii (Barattini & Ledón, 1949)
- Megalobulimus fragilior (Ihering, 1901)
- Megalobulimus garbeanus (Leme, 1964)
- Megalobulimus globosus (Martens, 1876)
- Megalobulimus grandis (Martens, 1885)
- Megalobulimus granulosus (Rang, 1831)
- Megalobulimus gummatus (Hidalgo, 1870)
- Megalobulimus haemastomus (Scopoli, 1786)
- † Megalobulimus hauthali (Ihering, 1904)
- Megalobulimus hector (Pfeiffer, 1857)
- Megalobulimus helicoides Simone, 2018
- Megalobulimus huascari (Tschudi, 1852)
- Megalobulimus inambarisensis Borda & Ramírez, 2016
- Megalobulimus indigens (Fulton, 1914)
- Megalobulimus intercedens (E. von Martens, 1876)
- Megalobulimus intertextus (Pilsbry, 1895)
- Megalobulimus jaguarunensis Fontenelle, Cavallari & Simone, 2014[2]
- Megalobulimus klappenbachi (Leme, 1964)
- Megalobulimus lacunosus (d'Orbigny, 1835)
- Megalobulimus leonardosi (Lange-de-Morretes, 1952)
- Megalobulimus leucostoma (G. B. Sowerby I, 1835)
- Megalobulimus lichtensteini Albers, 1854
- Megalobulimus lopesi Leme, 1989
- Megalobulimus mauricius Falconeri, 1995
- Megalobulimus maximus (Sowerby, 1825)
- Megalobulimus mogianensis Simone & Leme, 1998
- Megalobulimus musculus (Bequaert, 1948)
- Megalobulimus nodai Lange-de-Morretes, 1952
- Megalobulimus oblongus (Müller, 1774)
- Megalobulimus oliveirai (Bequaert, 1948)
- Megalobulimus oosomus (Pilsbry, 1895)
- Megalobulimus ovatus (Müller, 1774)
- Megalobulimus parafragilior Leme & Indrusiak, 1990
- Megalobulimus paranaguensis (Pilsbry & Ihering, 1900)
- Megalobulimus pergranulatus (Pilsbry, 1901)
- Megalobulimus pintoi Lange-de-Morretes, 1952
- Megalobulimus popelairianus (Nyst, 1845) - sinônimo: Strophocheilus popelairianus
- Megalobulimus proclivis (Martens, 1888)
- Megalobulimus pygmaeus (Bequaert, 1948)
- Megalobulimus riopretensis Simone & Leme, 1998
- Megalobulimus rolandianus Lange-de-Morretes, 1952
- Megalobulimus sanctipauli (Ihering & Pilsbry, 1900)
- Megalobulimus santacruzii (d'Orbigny, 1835)
- Megalobulimus senezi (Jousseaume, 1884)
- Megalobulimus separabilis (Fulton, 1903)
- Megalobulimus tayacajus Borda & Ramírez, 2016
- Megalobulimus terrestris (Spix, 1827)
- Megalobulimus valenciennesii (Pfeiffer, 1842)
- Megalobulimus versatilis (Fulton, 1905)
- Megalobulimus vestitus (Pilsbry, 1926)
- † Megalobulimus wichmanni Miquel & Manceñido, 1999
- Megalobulimus wohlersi Lange-de-Morretes, 1952
- Megalobulimus yporanganus (Ihering & Pilsbry, 1901)